# Alexander Schleicher ASW 20
Dimensions
L'Alexander Schleicher ASW 20 est un planeur monoplace allemand de compétition classe FAI 15 mètres. Conçu par l'ingénieur Gerhard Waibel, l'ASW 20 a effectué son premier vol en 1977 et s'est imposé au plus haut niveau jusqu'en 1995 dans de nombreuses compétitions nationales et internationales. La production s'est achevée à Poppenhausen en 1990, l'ASW 27 prenant alors la relève, mais la firme française Centrair a acheté la licence et poursuivi la construction de ce planeur.

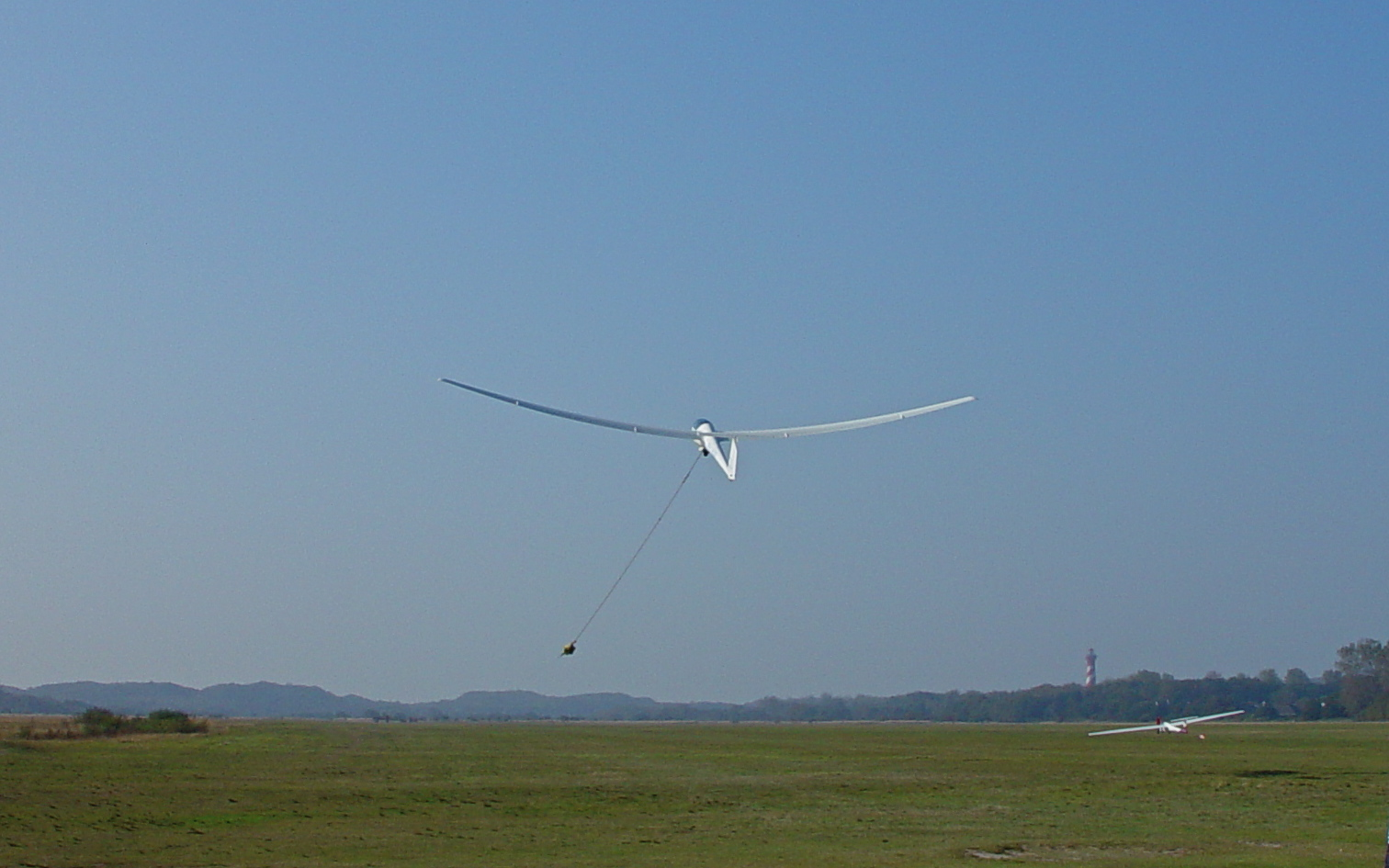
Treuillée ASW-20 CL.
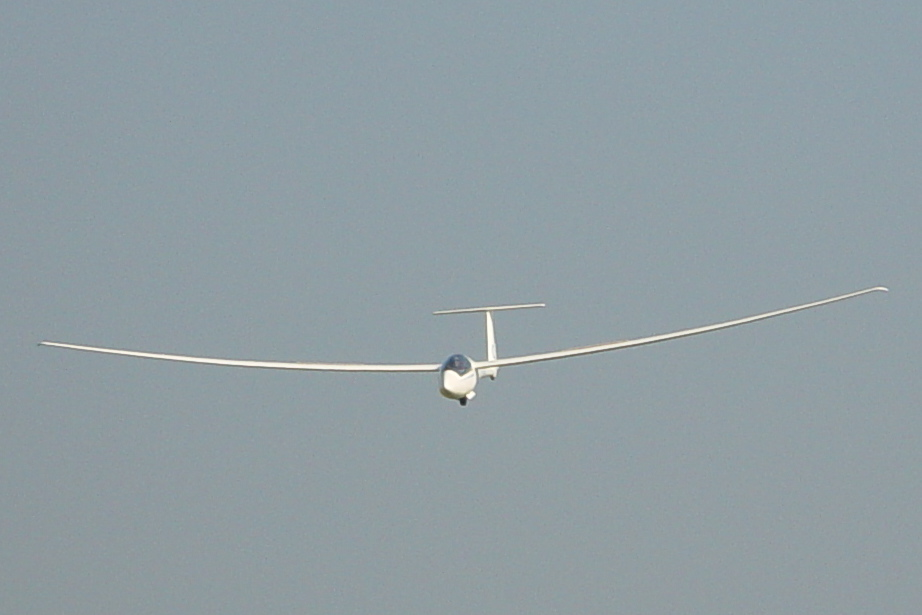
ASW-20 en finale.
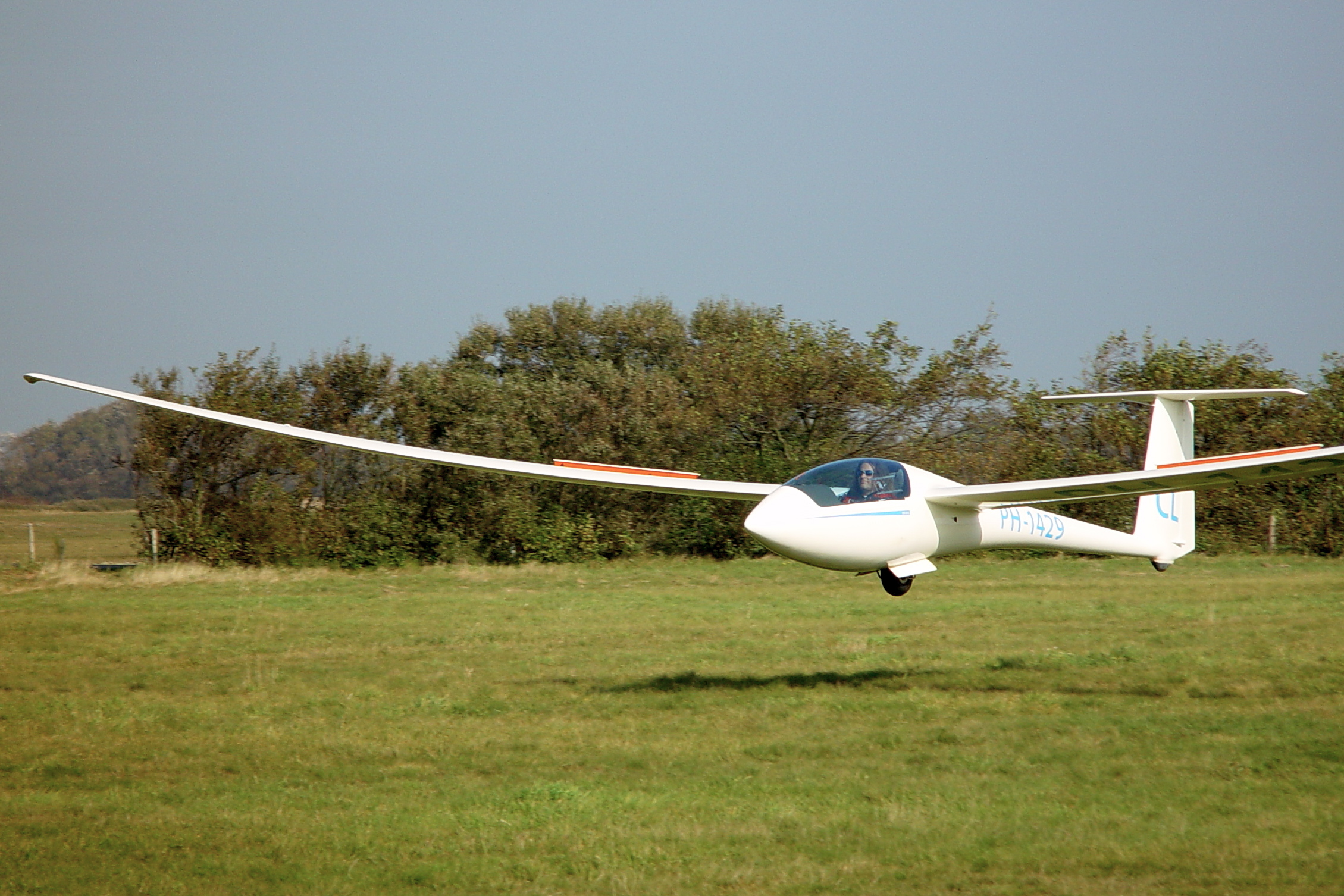
ASW-20 à l'atterrissage.

## Description
C’est un monoplan à aile médiane de grand allongement (21,4), train escamotable et empennage en T construit en fibre de verre. Son fuselage est pratiquement identique à celui de l'ASW 19, mais il est équipé d'ailes de nouvelle conception pour la classe 15 mètres. Les ailerons et volets de bord de fuite sont interconnectés, permettant à l’ensemble du bord de fuite un débattement de – 9 à + 5°.  Des aérofreins Schempp-Hirth sont montés à l’extrados. 

## Versions
- Alexander Schleicher ASW 20 : Première version de série. Se place 2e et 3e en Classe 15 m aux Championnats du Monde 1983, à Hobbs, Nouveau-Mexique.
  - Alexander Schleicher ASW-20L : Envergure portée à 16,59 m par ajout d’extensions démontables, ballast interdit. La finesse approche 46.
- Alexander Schleicher ASW 20B : Sorti en 1983, ce modèle voyait apparaitre un système de turbulateurs pneumatiques. Des prises Pitot prélèvent l’air qui est ensuite rejeté par 860 buses réparties le long de l’intrados pour contrôler le décollement de l’écoulement. Parmi les autres modifications, un frein à disque pour la roue du train et une canopée articulée à l’avant, la planche de bord étant asservie. La masse maximale passait à 525 kg, le longeron étant renforcé avec de la fibre de carbone. En 1994 Roy McMaster, Karl Striedeck et John Seymour ont couvert 1 435 kilomètres en circuit fermé sur un ASW 20B aux États-Unis. 
  - Alexander Schleicher ASW 20BL : ASW 20B avec extensions de voilure, masse maximale limitée à 430 kg.
  - Centrair ASW 20F : ASW 20 produit sous licence en France par Centrair.
  - Centrair ASW 20FL : ASW 20L produit sous licence par Centrair.
  - Centrair ASW 20FP : ASW 20F avec des winglets dessinées par Peter Masak à la NASA pour améliorer les performances dans certaines conditions limites.
- Alexander Schleicher ASW 20C : Nouvelle version, cockpit légèrement modifié, masse maximale de 454 kg et ballast de 100 kg.
  - Alexander Schleicher ASW 20CL : Le précédent avec extensions de voilure, ballast autorisé.

## Production
765 exemplaires furent construits par Alexander Schleicher et 140 par la société Centrair (France).

## Caractéristiques de vol
Le ASW 20 est un planeur reconnu comme très plaisant à piloter. Les ailerons d'atterrissage (65° dans les premiers modèles, 45° dans les derniers modèles), en même temps que les aérofreins très efficaces, permettent au pilote de faire des approches particulièrement raides et des atterrissages courts. La seconde génération a été équipée de winglet pour réduire la trainée aux vitesses basses et moyennes et améliorer son comportement.
L'aile flexible des modèles A et C a favorisé le vol de pente, car elle absorbe les turbulences.

## Sources
- Alexander Schleicher GmbH & Co
- Sailplane Directory